# Basilique Santo Spirito
Ne doit pas être confondu avec Église Santo Spirito de Sienne.
La basilique Santo Spirito (en italien, basilica di Santa Maria del Santo Spirito) ou basilique du Saint-Esprit, est une des principales églises de Florence, en Italie.
Habituellement nommée simplement Santo Spirito, elle est située au sud de l'Arno, dans le quartier Oltrarno. Elle est de style architecture Renaissance.

## Histoire
L'église a été construite sur les ruines d'un couvent augustin du XIIIe siècle détruit par un incendie en 1371. Ce couvent était un important centre intellectuel, comprenant écoles, hospices, réfectoires pour les pauvres, ainsi qu'une bibliothèque qui fut enrichie par le legs de Boccace.
Filippo Brunelleschi en dessina les plans vers 1444 deux ans avant sa mort en 1446. Les plans furent remaniés et les travaux entrepris par Antonio Manetti, Giovanni di Domenico da Gaiole et Salvi d'Andrea, lequel fut aussi responsable de la construction de la coupole (1479-1482) avec Il Cronaca. Le campanile est de Baccio d'Agnolo (1503).
En 1470, Francesco Botticini, membre de la Compagnie de l'archange Raphaël (Il Raffa), réalisa pour leur autel le tableau des Trois Archanges avec Tobie, aujourd'hui conservé au musée des Offices.
L'aspect actuel de la façade est dû à un enduit du XVIIIe siècle qui a recouvert les peintures des pilastres et des corniches.

## Architecture

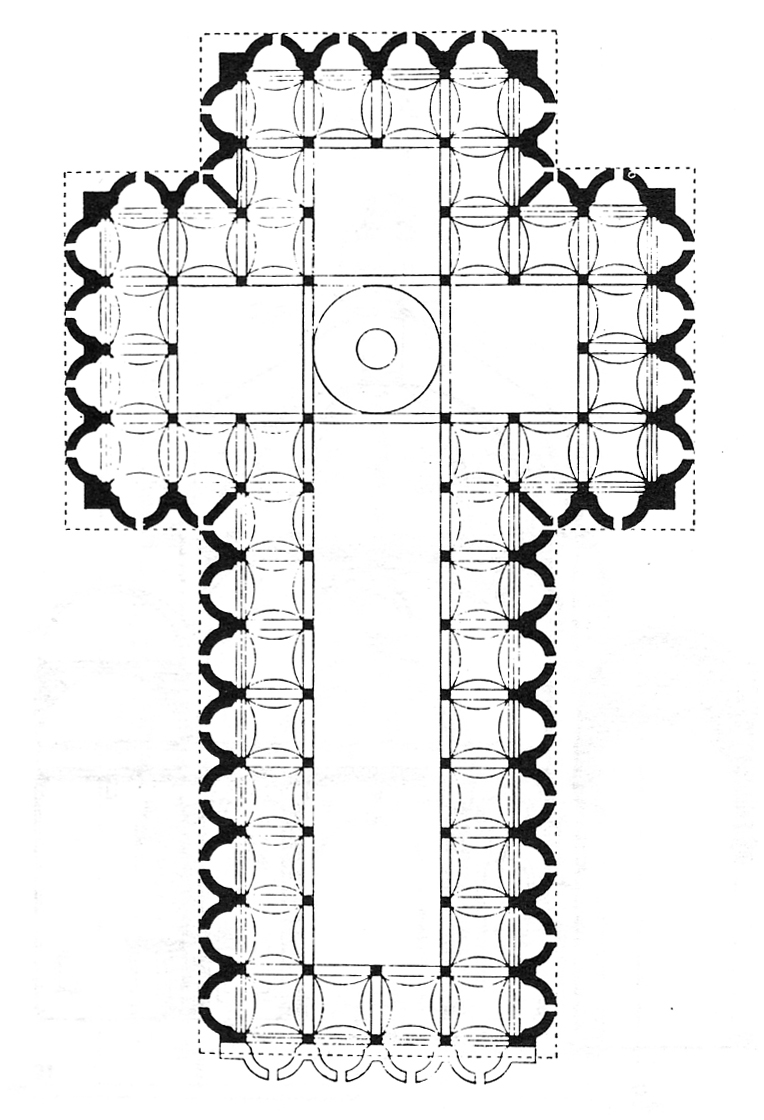
Plan de la basilique.

Tout d'abord, Brunelleschi souhaitait orienter l'église la façade au nord, vers l'Arno, pour permettre une vue spectaculaire depuis le fleuve par la création d'une nouvelle place. L'idée fut cependant immédiatement abandonnée en raison de la présence d'importantes demeures nobles entre l'église et la rivière, qui existent encore aujourd'hui.
En conservant l'ancienne orientation, Brunelleschi avait carte blanche, au moins dans la phase de conception, pour réaliser un bâtiment extrêmement rationnel, où, comme le montre clairement le plan, la forme d'une croix latine est bordée, sur tout le périmètre, d'une loggia régulière, avec des structures architecturales clairement marquées par les murs par le contraste du gris pietra serena et de la blancheur du plâtre.
Les trois nefs sont séparées par des colonnes en pietra serena, avec des chapiteaux corinthiens et des pulvini qui soutiennent des arcs en plein cintre et des voûtes d'ogives. Ils s'étendent dans les bras du transept et la tête de croix, créant un chemin de ronde continu sur tout le périmètre, à l'exception de la contre-façade, qui avait pour précédents la cathédrale de Pise et celle de Sienne.

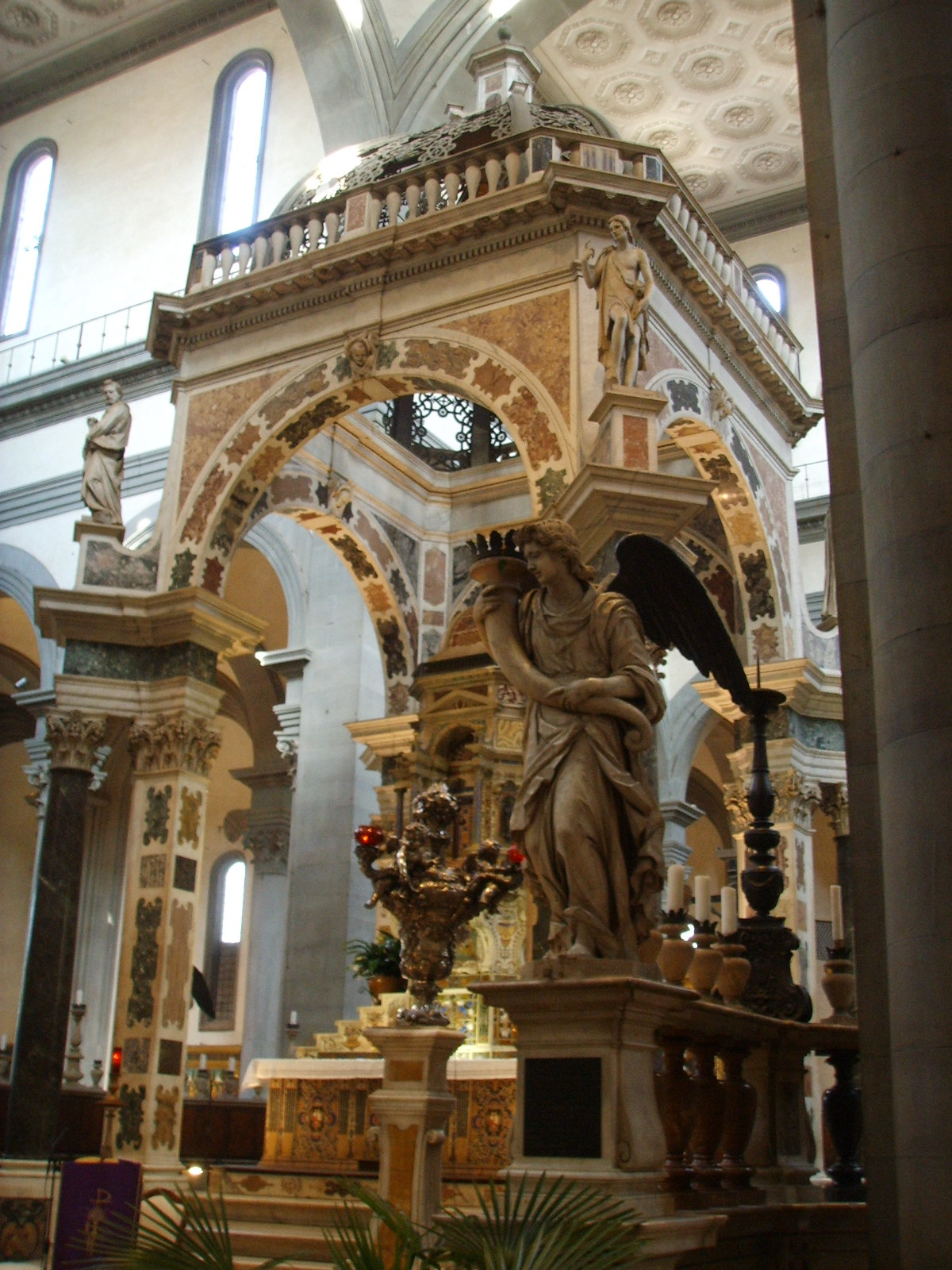
Le baldaquin du maître-autel.

Au centre se trouve le maître-autel, point d'appui de toute l'architecture, surmonté d'un dôme. On peut saisir l'extrême dynamisme de la variation continue du point de vue à travers la séquence rythmique des arcs et des colonnes, qui créent des rangées de perspective également transversalement, vers les niches et les portails.
La lumière souligne le rythme aérien et élégant des espaces, entrant progressivement par les différentes ouvertures, plus grandes dans la claire-voie de la nef centrale et depuis les oculi de la coupole. Les nefs latérales se retrouvent ainsi plus sombres, dirigeant inévitablement le regard vers le nœud lumineux de l'autel central.
Le corps de l'église comporte 3 nefs et 36 chapelles latérales et le baldaquin baroque à marbres polychromes a été rajouté par Giovanni Battista Caccini et Gherardo Silvani sur le maître-autel en 1601. 
L'église est restée sans décoration jusqu'au XVIIIe siècle avec des murs blanchis.
L'envers de la façade est de Salvi d'Andrea et elle comporte un vitrail représentant la Pentecôte du Pérugin.

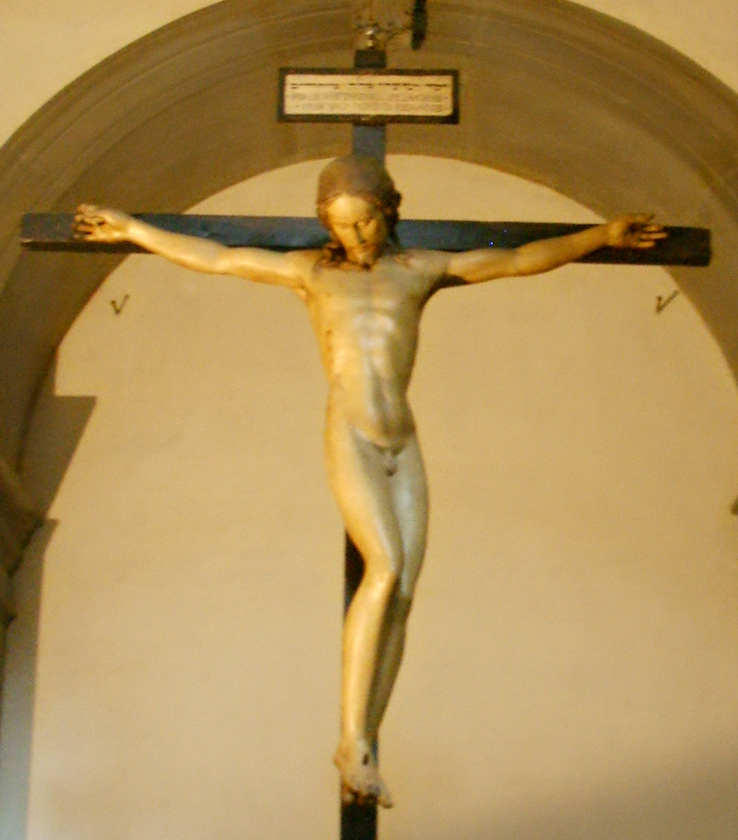
Crucifix de Michel-Ange en bois polychrome (1492-1493).

La sacristie à plan octogonal est de Simone del Pollaiolo (1489). Elle renferme une œuvre de jeunesse de Michel-Ange, un crucifix à la représentation inhabituelle, où le corps du Christ est sculpté d'après l'anatomie d'un corps d'adolescent et nu.
Le couvent comporte également deux cloîtres, le Cloître des Morts et le Grand Cloître (Chiostro dei Morti et Chiostro Grande), le premier construit en 1600 par Alfonso Parigi, le second plus ancien, en 1564-1569, par Bartolomeo Ammannati.
Le Cenacolo di Santo Spirito comporte une grande fresque de la Crucifixion et un fragment de la Cène, les deux d'Andrea Orcagna (1360-1365).

## Tableaux principaux
- Madonna del soccorso de Domenico di Zanobi,
- Madonna de Raffaellino del Garbo,
- Adoration de l'Enfant dite Pala Nerli de Filippino Lippi,
- Cristo e l'adultera et 10.000 Martiri di Ararat, d'Alessandro Allori,
- Le Christ rencontrant sa mère sur le chemin de croix, d'Antonio del Ceraiolo
- Architecture de chapelle et figures de saints manière sagomata e dipinta de Bernardo Buontalenti

## Détails par chapelle

### Nef de droite
De l'entrée vers le transept :

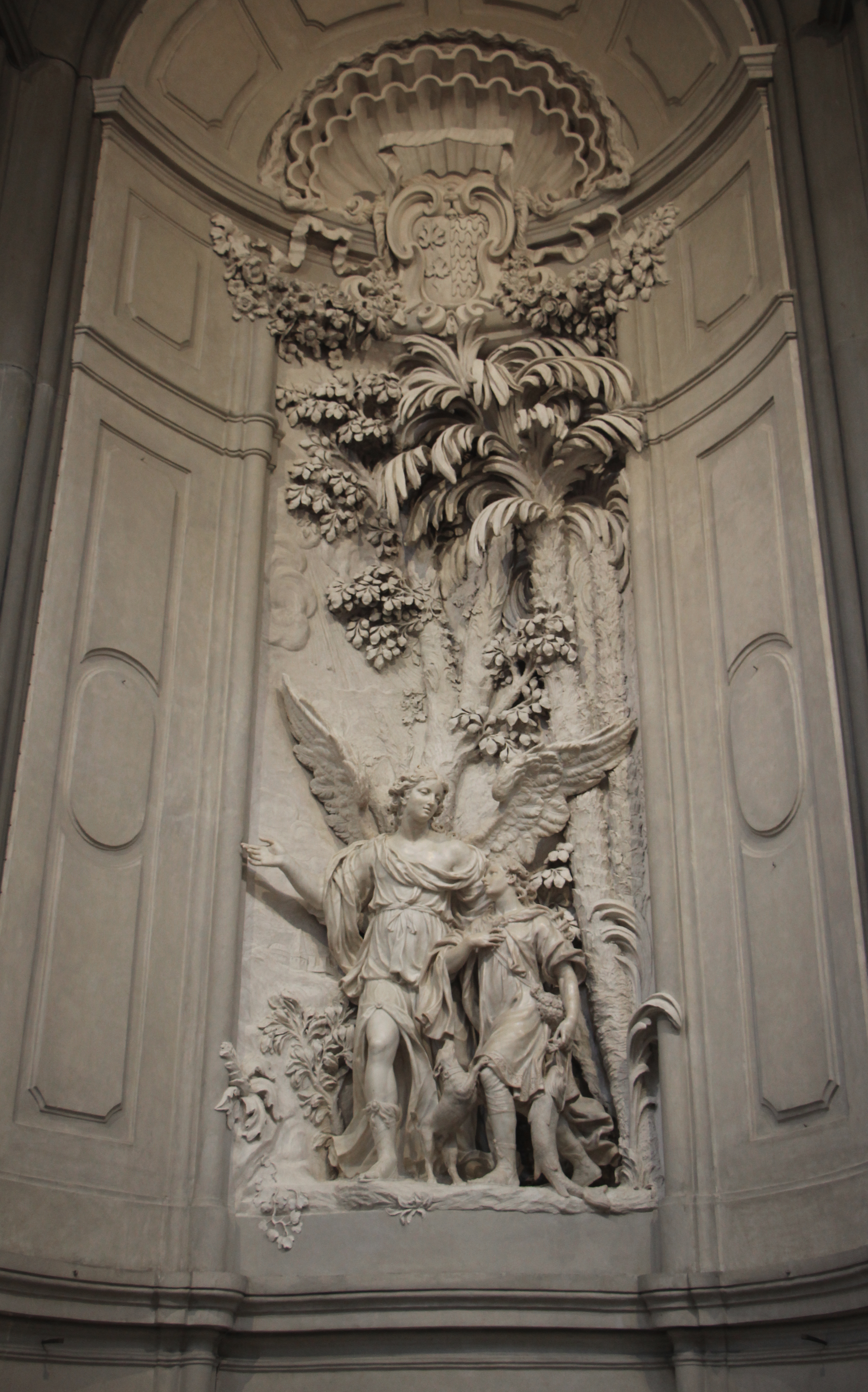
Chapelle Della Palla-Portinari de Giovanni Baratta.

1. Retable de la Disputa dell'Immacolata Concezione de Pier Francesco Foschi (1544-1546).
2. Copie de la Pietà Vaticana de Nanni di Baccio Bigio (1545) sur l'autel ; trois décorations de marbre avec un bas-relief en haut du Cristo e la Veronica, d'Emilio Santarelli (1832).
3. Statue en bois polychrome de San Nicola da Tolentino, attribuée à Nanni Ungaro, sur le modèle de Jacopo Sansovino ; sur le côté, deux Angeli de Franciabigio, ajouté en 1706.
4. Retable de Gesù che scaccia i mercanti dal Tempio de Giovanni Stradano, signé et daté de 1572[2].
5. Retable de l'Incoronazione di Maria tra i santi Agostino e Monica d'Alessandro Gherardini (1694).
6. Chapelle Petrini-Arrighi : retable du Martirio di Santo Stefano (v. 1602) du Passignano.
7. Chapelle Della Palla-Portinari : stucs et statue de marbre de Giovanni Baratta (en) avec Raffaele e Tobiolo (1698).

### Nef de gauche
De l'entrée vers le transept :
1. Retable de la Resurrezione de Pier Francesco Foschi (1537).
2. Copie du Cristo della Minerva de Michel-Ange de Taddeo Landini (1579).
3. Retable du Beato Giovanni da San Facondo che salva un giovane de Giuseppe Nicola Nasini (1691).
4. Retable de San Tommaso di Villanova che distribuisce le elemosine de Rutilio Manetti (1625).
5. Retable de la Madonna, sant'Anna e altri santi de Michele di Ridolfo del Ghirlandaio.
6. Sous les orgues, accès au vestibule de la sacristie de Simone del Pollaiolo (dit Il Cronaca) sur un projet de Giuliano da Sangallo, avec le Crucifix de Santo Spirito de Michel-Ange.
7. Copie de Rosso Fiorentino de la Madonna e santi de Francesco Petrucci ; vitraux du Quattrocento.
8. Retable de la Madonna in trono e santi de l'atelier de Fra Bartolomeo, avec le buste Giovan Battista Cavalcanti (à gauche) et Tommaso Cavalcanti (à droite) de Giovanni Angelo Montorsoli.

### Transept droit

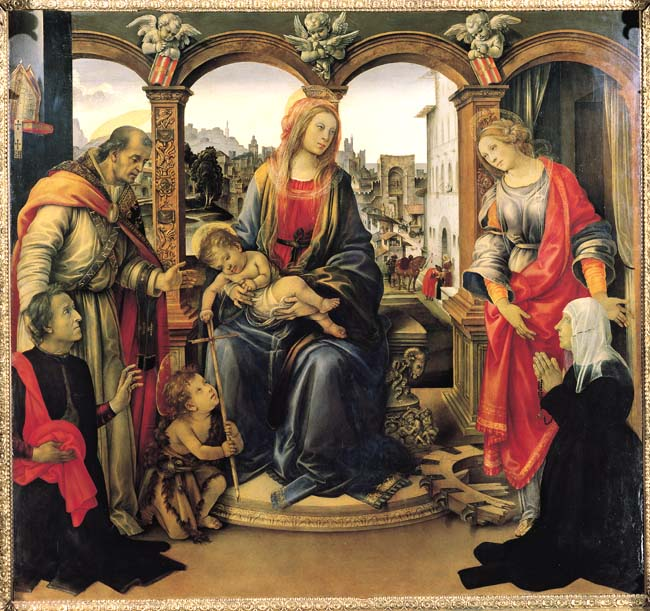
Pala Nerli de Filippino Lippi.

Du côté droit, huit chapelles, deux sur les petits côtés et quatre du côté droit, dans le sens horaire :
1. Crocifisso tra la Vergine e san Tommaso attribué à Francesco Curradi ou Pier Dandini, avec un antependium du Quattrocento.
2. Retable de la Trasfigurazione de Pier Francesco Foschi (1545)
3. Tableau de la Madonna del Soccorso de Domenico di Zanobi (1475-1485).
4. Chapelle De Rossi : projet de Bernardo Buontalenti, deux saints sur profils chantournés preuves isolées de ses talents de peintre ; au centre niche avec le Crocifisso ligneo dei Bianchi de la Compagnie de Saint-Augustin des Bianchi, datant du Trecento et qui a échappé à l'incendie du premier couvent agostinien en 1471.
5. Chapelle Nerli : Pala Nerli (Madonna con Bambino e i santi Giovannino, Martino e Caterina d'Alessandria) de Filippino Lippi.
6. Retable copie de l'Apparizione della Vergine a San Bernardo du Pérugin (original à Munich) de Felice Ficherelli (1655-1656).
7. Chapelle Capponi : retable des Sposalizio della Vergine de Giovanni Camillo Sagrestani (1713), remplaçant le tableau de Piero di Cosimo transféré à la National Gallery de Washington ; cénotaphe du cardinal Aloisio Capponi (mort en 1659). Derrière la grille de bronze du XVe siècle, qui permet de voir entre les absides et la paroi extérieure, se trouve le sarcophage de marbre de Neri di Gino Capponi, attribué à Bernardo Rossellino (1458).
8. Retable de San Nicola di Bari che resuscita tre fanciulli de Giovanni Gaetano Gabbiani.

### Chapelles absidiales
Dans le sens horaire :

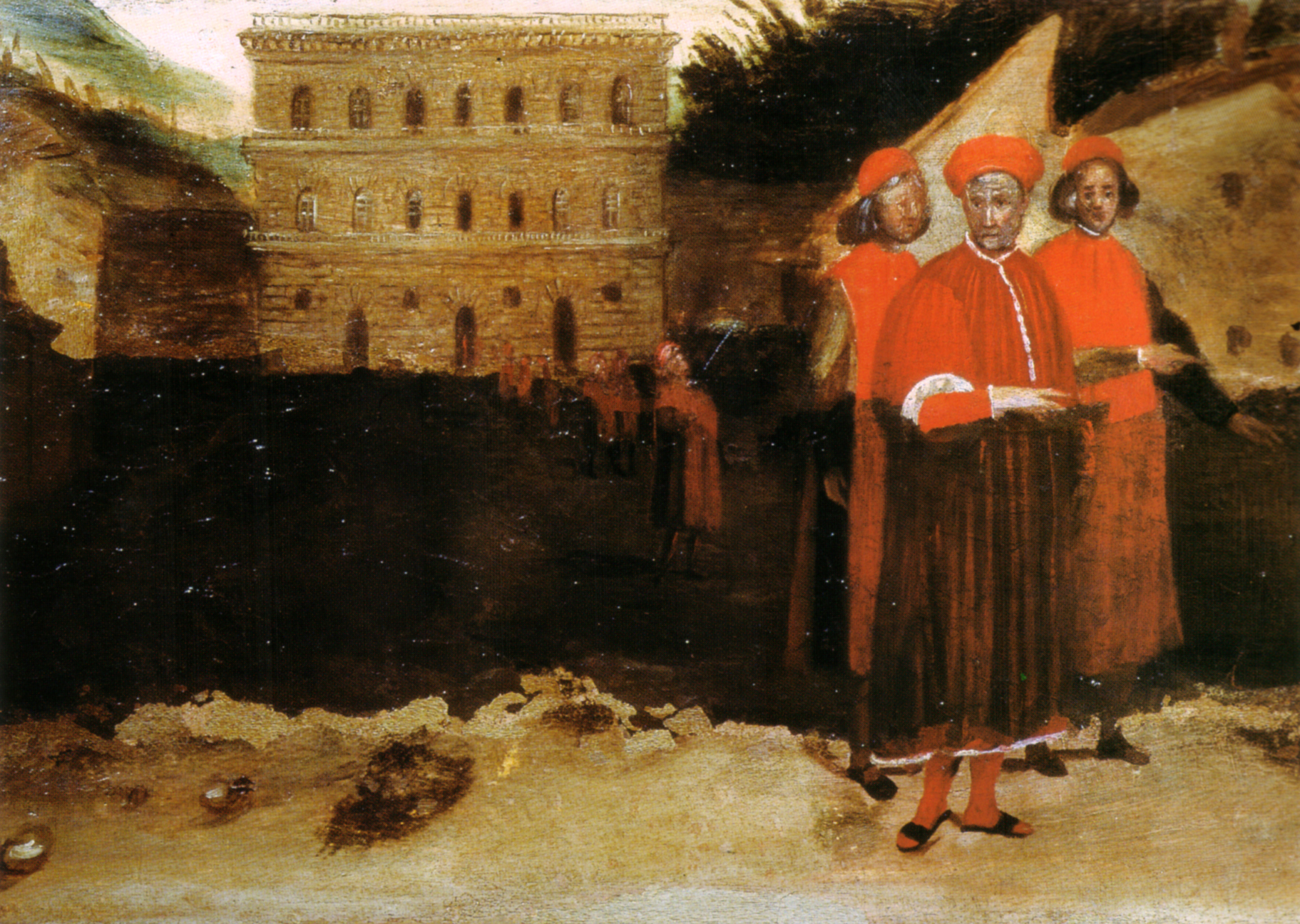
Chapelle Pitti, peinture d'Alessandro Allori (Luca Pitti devant son palais).

1. Tableau de la Madonna tra i santi Matteo e Girolamo du Maestro della Conversazione di Santo Spirito (peut-être Giovanni Cianfanini (en)).
2. Chapelle Vettori : polyptyque de la Madonna col Bambino e quattro santi de Maso di Banco, trace de la vieille basilique (environ 1345).
3. Retable de l'Epifania d'Aurelio Lomi (vers 1608).
4. Chapelle Pitti : retable des Diecimila martiri di Ararat d'Alessandro Allori, signé et daté1574, avec une prédelle qui montre Luca Pitti devant le palais Pitti, une vue rare avant son rachat par les Médicis.
5. Chapelle Frescobaldi, Cini, Dainelli da Bagnano : retable du Cristo e l'Adultera d'Alessandro Allori, signé et daté 1577, avec le Ritratto della famiglia Da Bagnano de la prédelle ; antependium du XVIe siècle et vitrail de la fin du Quattrocento. Dans le coin supérieur gauche se trouve un balcon privé, datant du XVIIIe siècle, par lequel le marquis Frescobaldi pourrait participer à la liturgie, venant de son palais adjacent à l'église.
6. Retable de la Beata Chiara da Montefalco comunicata da Gesù de Jacopo Vignali (1629).
7. Retable de l'Annunciazione de Pietro del Donzello.
8. Retable de la Natività, œuvre de jeunesse de Giuliano Bugiardini (environ 1495).

### Transept gauche
Dans le sens horaire :

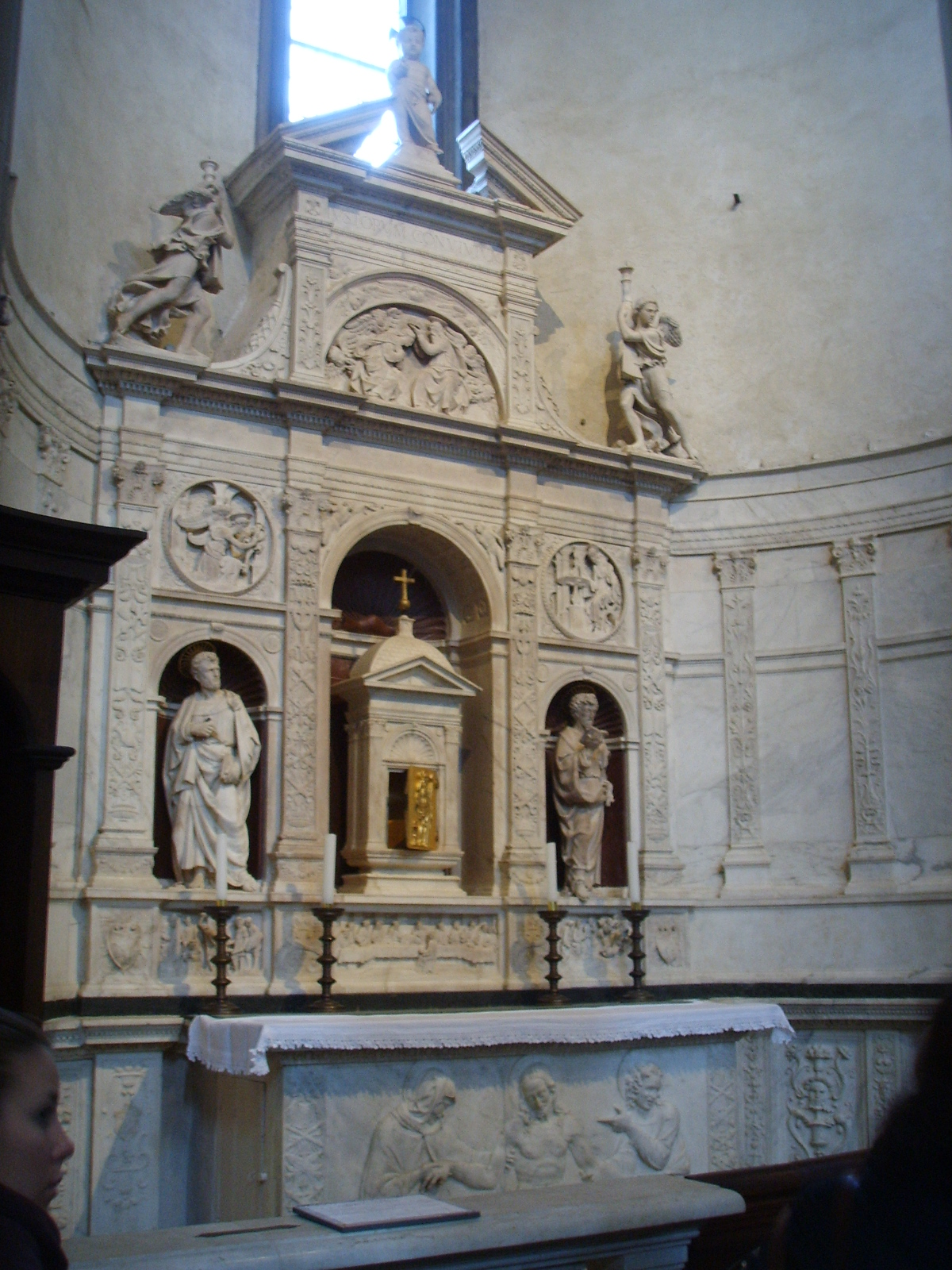
Chapelle Corbinelli, autel du Saint-Sacrement d'Andrea Sansovino.

1. Sacra conversazione du Maestro di Santo Spirito (fin du XVe siècle), de l'atelier de Agnolo di Domenico di Donnino.
2. Chapelle Lanfredini- Bini-Capponi : retable de Sainte Monique sur le trône prêchant la règle aux sœurs augustiniennes de Francesco Botticini (1460-1470) sur la corniche.
3. Chapelle Corbinelli-Suarez-Compagni-Altoviti : Madonna col Bambino in trono tra i santi Tommaso e Pietro de Cosimo Rosselli (datée 1482) ; antependium en bois avec l'Incredulità di san Tommaso et de Bernardo di Stefano Rosselli, cousin de Cosimo.
4. Chapelle Corbinelli : appareils architectoniques du jeune Andrea Sansovino (1490-1492). La division tripartite de l'autel, avec ses pilastres décorés, ses candélabres entre les trois niches, rappelle les arcs de triomphe romains. Dans la niche centrale, un tabernacle en forme d'édicule possède un bas-relief du Cristo risorto sur le portillon, sur les niches latérales, statue de San Matteo et San Giacomo, surmonté de tondi avec un Arcangelo Gabriele, la Vergine annunciata. Prédelle avec une Ultima Cena, la Decollazione di san Matteo et les Santi Giacomo ed Ermogene ; fronton de l'Incoronazione della Vergine, antependium du Cristo in pietà tra la Vergine e san Giovanni dolenti. La balustrade date de 1642.
5. Retable de la Santissima Trinità adorata dalle sante Caterina e Maddalena, attribué à Donnino et Agnolo del Mazziere.
6. Retable de la Madonna in trono tra i santi Bartolomeo e Nicola de l'atelier de Donnino et Agnolo del Mazziere.
7. Chapelle Segni : Madonna col Bambino in trono e santi de Raffaellino del Garbo (1501-1505), avec sa corniche originale ; antependium de San Lorenzo elemosiniere attribué à Donnino et Agnolo di Domenico del Mazziere.
8. Chapelle Antinori : Andrata al Calvario attribué à Antonio del Ceraiolo ; vitraux du Quattrocento.